# Ptilodexia canescens
Ptilodexia canescens är en tvåvingeart som först beskrevs av Walker 1853.  Ptilodexia canescens ingår i släktet Ptilodexia och familjen parasitflugor. Inga underarter finns listade i Catalogue of Life.